# France Ellegaard
 (juin 2025).
Si vous disposez d'ouvrages ou d'articles de référence ou si vous connaissez des sites web de qualité traitant du thème abordé ici, merci de compléter l'article en donnant les références utiles à sa vérifiabilité et en les liant à la section « Notes et références ».
France Marguerite Ellegaard, née le 10 octobre 1913 à Paris, France et morte le 17 avril 1999 à Espoo, Finlande, est une pianiste danoise et finlandaise.

## Biographie
France Ellegaard est la fille du cycliste Thorvald Ellegaard. Elle grandit à Paris pendant et après la Première Guerre mondiale. La famille s'est installée définitivement à Paris en 1912, car la ville était un centre pratique pour les nombreux voyages de son père. La famille est restée à Paris pour que France Ellegaard puisse y parfaire sa formation musicale. À l'âge de cinq ans, elle se produit déjà dans des concerts de charité et, à neuf ans seulement, elle commence ses études au Conservatoire de Paris après avoir bénéficié d'une dispense d'âge. Ses études au conservatoire, qui durent jusqu'en 1932, comprennent non seulement le piano, mais aussi la théorie musicale, la composition, l'histoire de la musique et les percussions. Pour lancer sa carrière, elle fait ses débuts à l'âge de 14 ans à Copenhague. Deux ans plus tard, elle fait ses débuts à Paris, où elle complète sa formation de pianiste en jouant le Concerto pour piano de Nikolaï Rimski-Korsakov avec l'Orchestre Lamoureux sous la direction d'Albert Wolff. Quatre ans plus tard, elle termine ses études de théorie musicale et entame une longue tournée qui la fait connaître dans toute l'Europe.
La mère de France Ellegaard, Karen Kirstine Nicolaysen, qui avait soigneusement guidé l'éducation musicale de sa fille pendant son enfance, a continué à la chaperonner pendant toutes ses tournées en Scandinavie, dans les pays baltes et dans la majeure partie du reste de l'Europe. Ce n'est qu'à partir de 30 ans qu'elle commence à organiser elle-même sa carrière. Elle vivait au Danemark lorsque la Seconde Guerre mondiale a éclaté et a tenté de poursuivre sa carrière malgré la guerre. Les artistes danois sont obligés de participer à des événements culturels dans l'Allemagne nazie, y compris France Ellegaard, qui donne des concerts à Berlin en 1942 et 1943. Lorsqu'elle obtient un permis de sortie d'un mois pour la Suède en 1943, elle reste à Stockholm jusqu'à la fin de la guerre. En Suède, elle rencontre la pianiste hongroise Annie Fischer, avec laquelle elle donne plusieurs concerts en duo. Après la guerre, elle perd son public danois, qui la perçoit comme sympathique aux Allemands.
France Ellegaard joue souvent en Finlande, où elle se produit pour la première fois en 1933, et de nombreux concerts suivent. Elle participe à plusieurs concerts de charité en faveur de la Finlande dans le cadre de la guerre d'Hiver 1939-1940. En 1948, elle rencontre son futur mari, Birger Carlstedt, l'un des premiers et principaux peintres non figuratifs finlandais. Le couple se marie en 1949 et France Ellegaard s'installe dans la résidence d'artiste de son mari à Matinkylä, près d'Helsinki.
France Ellegaard a reçu plusieurs distinctions, dont la médaille française des Arts-Sciences-Lettres en 1933 et la bourse de voyage Tagea Brandt Rejselegat en 1936. Dans les années 1960, ses activités de concertiste ont commencé à diminuer. Elle enseigne à l'Académie Sibelius d'Helsinki de 1969 à 1975. Dans un article publié dans le Finnish Music Quarterly, Petri Sariola a qualifié France Ellegaard de « reine des pianistes scandinaves ».